# ایشتوان هالاس
ایشتوان هالاس (مجاری: István Halász; ۱۲ اکتبر ۱۹۵۱ – ۴ ژوئن ۲۰۱۶) بازیکن فوتبال اهل مجارستان بود.
از باشگاه‌هایی که در آن بازی کرده‌است می‌توان به باشگاه ورزشی واشاش اشاره کرد.
وی همچنین در تیم ملی فوتبال مجارستان بازی کرده‌است.